# Evágrio de Constantinopla
Evágrio (m. 380) foi bispo de Constantinopla por um breve período em 370 e, possivelmente, 380.
Pouco se sabe sobre Evágrio. Em 370, após a morte de Eudóxio, que tinha sido bispo ariano de Constantinopla por dez anos, os arianos elegeram Demófilo para substituí-lo. Os cristãos escolheram Evágrio e o deposto bispo de Antioquia Eustácio o consagrou bispo.
Logo em seguida, os arianos retomaram as perseguições aos defensores da tese homoousiana com grande violência. Sabendo disso, o imperador Valente enviou tropas para a cidade, prendeu e deportou Evágrio e Eustácio para lugares diferentes.